# Alagir
Alagir (russisk: Алаги́р, tr. Alagír) er en industriby i Republikken Nordossetien–Alania i det Nordkaukasiske føderale distrikt i Den Russiske Føderation beliggende i det nordlige Kaukasus. Byen ligger ved floden Ardon, ca. 54 km fra republikkens hovedstad Vladikavkaz og har 21.315(2023) indbyggere.
Byen blev grundlagt i 1850  af prins Mikhail Vorontsov, i nærheden af en gammel sølv- og blymine. Byen blev planlagt og bygget som en befæstet bosættelse omkring et smelteri og blev hurtigt et afgørende center for minedrift. I 1938 fik Alagir officiel status af by. Minedrift er fortsat den afgørende indtægtskilde i byen.

## Befolkningsudvikling
- 1959 – 14.700
- 1970 – 18.200
- 1979 – 19.000
- 1989 – 21.100
- 1996 – 24.500
- 2000 – 23.100
- 2004 – 21.000
- 2005 – 20.500